# Кумлі — Аксай
Кумлі — Аксай — газопровід у Дагестані, споруджений для подачі блакитного палива в обхід Чечні.
Станом на початок 1990-х надходження газу на територію Дагестану з інших російських регіонів могло відбуватись по трубопроводах Моздок — Казі-Магомед та Грозний — Аксай. Обидва вони перед тим проходили територією Чечні, яка в 1990-х — на початку 2000-х вела збройну боротьбу за вихід зі складу Росії, що створювало загрозу для стабільної подачі блакитного палива дагестанським споживачам. В той же час, через малозаселені північні райони Дагестану проходила траса газопроводу Макат — Північний Кавказ, який транспортував ресурс середньоазійського походження для передачі його до системи Моздок — Казі-Магомед на території Чечні. Така конфігурація сприяла реалізації проекту обхідного газопроводу-перемички, який би забезпечив перетік газу між цими двома трубопроводами в обхід чеченської території. Будівництво перемички йшло з численними перервами та було завершене лише в 2005 році, коли росіяни вже узяли Чечню під надійний контроль.
Довжина газопроводу від Кумлі через Кизляр до Аксаю становить 115 км. Він виконаний в діаметрі 1020 мм.